# Weißer Affodill
Der Weiße Affodill (Asphodelus albus), kurz Affodill genannt, ist eine Pflanzenart aus der Gattung Affodill (Asphodelus) in der Unterfamilie der Affodillgewächse (Asphodeloideae).

## Beschreibung

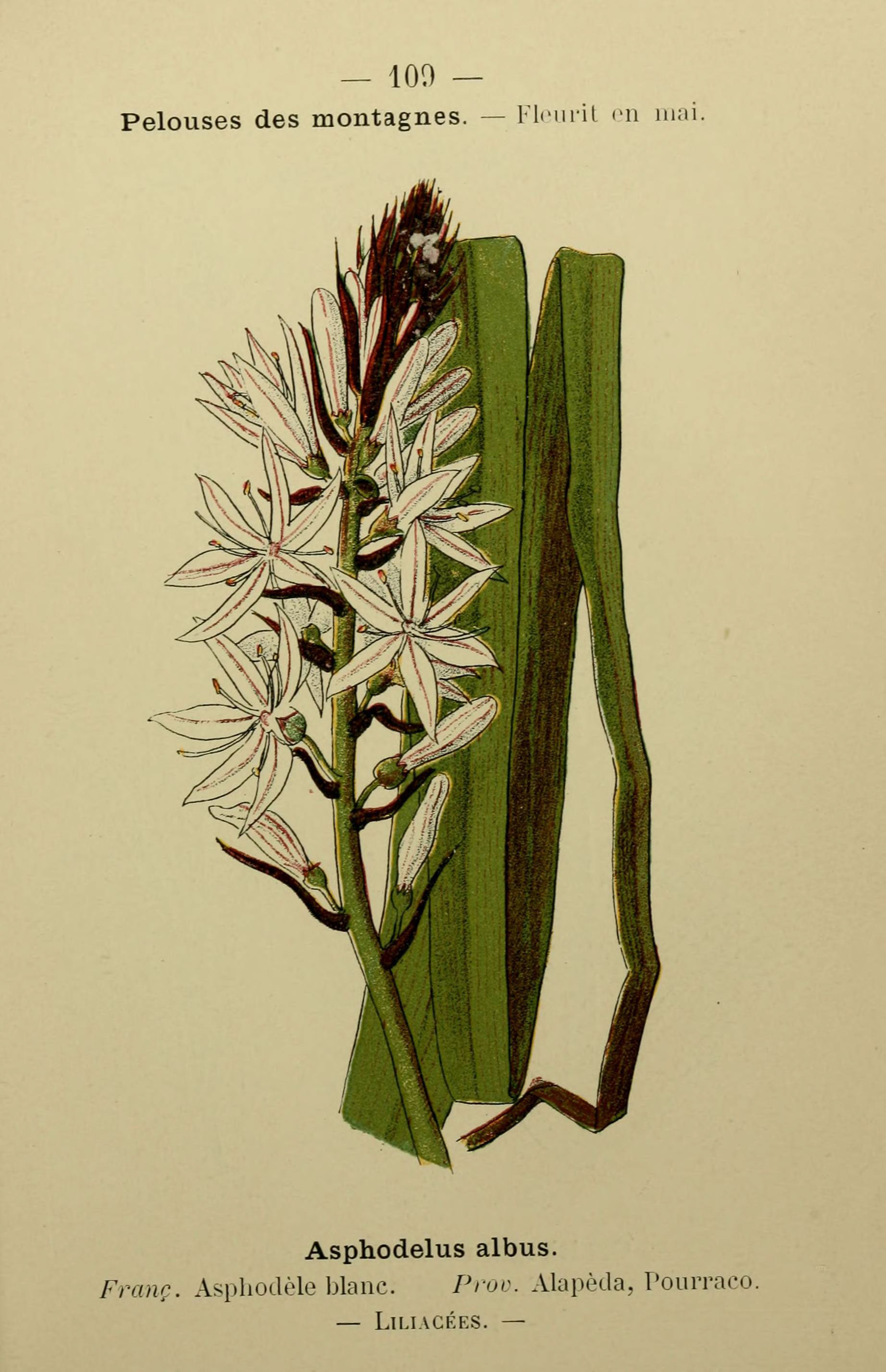
Illustration aus Flore coloriée de poche du littoral méditerranéen de Gênes à Barcelone y compris la Corse

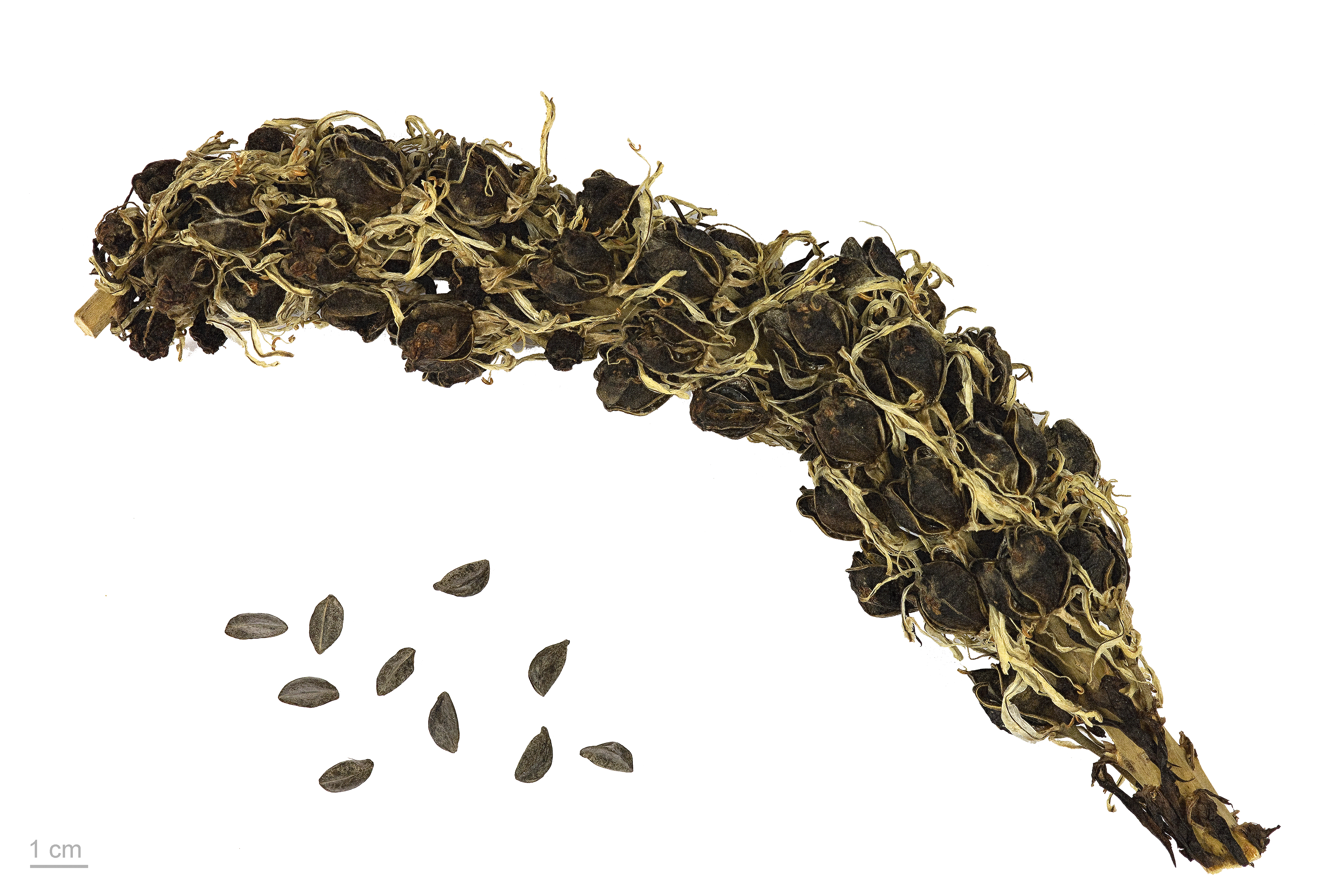
Fruchtstand, Früchte und Samen

### Vegetative Merkmale
Der Weiße Affodill ist eine ausdauernde krautige Pflanze, die Wuchshöhen von 30 bis 120 Zentimetern erreicht. Er besitzt fleischige, rübenartig verdickte Rhizome. Der Stängel ist aufrecht, röhrig und meist blattlos.
Die einfachen, graugrünen Grundblätter sind 15 bis 60 Zentimeter lang sowie meist 1 bis 2 (0,5 bis 3) Zentimeter breit und gekielt.

### Generative Merkmale
Die Blütezeit reicht von Mai bis Juli. Der dichte, traubige Blütenstand ist unverzweigt oder weist nur wenige kurze Verzweigungen auf. Die häutigen Tragblätter sind schwarzbraun bis dunkelbraun.
Die zwittrigen Blüten sind radiärsymmetrisch, trichterförmig und dreizählig. Die Perigonblätter messen 15 bis 24 × 2,5 bis 5,5 Millimeter und sind weiß oder blassrosafarben, mit einem dunkleren Mittelnerv.
Die lederige, dreifächrige Kapselfrucht ist bei einer Länge von meist 8 bis 10 (6,5 bis 13) Millimetern eiförmig.

### Chromosomensätze
Es treten diploide, tetraploide und hexaploide Zytotypen mit Chromosomenzahlen von 2n = 28, 56 oder 84 auf.

## Vorkommen
Der Weiße Affodill kommt in den Gebirgen Mittel- und Nord-Spaniens sowie in West-, Süd- und Mittel-Frankreich, Norditalien, der Südschweiz, Ungarn sowie der westlichen und zentralen Balkanhalbinsel vor.
Der Weiße Affodill besiedelt sonnige Wiesen, Felsrasen, offene Gehölze und Brandstellen in Höhenlagen von 0 bis 2200 Metern. Er gedeiht am besten auf nährstoffreichen, kalkhaltigen Boden.
Die ökologischen Zeigerwerte nach Landolt & al. 2010 sind in der Schweiz: Feuchtezahl F = 2w (mäßig trocken aber mäßig wechselnd), Lichtzahl L = 4 (hell), Reaktionszahl R = 2 (sauer), Temperaturzahl T = 3 (montan), Nährstoffzahl N = 4 (nährstoffreich), Kontinentalitätszahl K = 4 (subkontinental).

## Systematik
Die Erstveröffentlichung von Asphodelus albus erfolgte 1768 durch Philip Miller in The Gardeners Dictionary. 8. Auflage.
Seit Diaz et al 1996 gibt es von Asphodelus albus etwa vier Unterarten:
- Asphodelus albus Mill. subsp. albus (Syn.: Asphodelus deseglisei Jord. & Fourr., Asphodelus simplex Pers., Asphodelus sphaerocarpus Gren. & Godr.): Die Kapselfrüchte sind mit einer Länge von 6,5 bis 10 (bis 11) mm kurz, jung als einzige glänzend dunkelgrün (nicht matt gelbgrün) und mit dreilappiger (nicht gestutzter) Spitze. Die Blütenhüllblätter sind hinfällig. Diese Unterart ist diploid mit einer Chromosomenzahl von 2n = 28. Sie kommt im Norden der Iberischen Halbinsel und in West- und Zentralfrankreich vor.[1]
- Asphodelus albus subsp. carpetanus Z.Díaz & Valdés (Syn.: Asphodelus major Pourr. ex Willk. & Lange): Im Gegensatz zu den anderen Unterarten sind die Rhizome nicht von Fasern bedeckt; der Blütenstand besitzt öfter als bei den anderen Unterarten eine bis fünf Verzweigungen. Die inneren Blütenhüllblätter sind sehr breit mit 4 bis 5,5 mm und verbleiben lange an den reifen Kapseln. Diese Unterart ist tetraploid mit einer Chromosomenzahl von 2n = 56. Sie kommt in Zentralspanien in den Gebirgen Sierra de Francia und Sierra de Guadarrama vor.[1]
- Asphodelus albus subsp. delphinensis (Gren. & Godron) Z.Díaz & Valdés (Syn.: Asphodelus delphinensis (Gren. & Godr.), Asphodelus neglectus (Schult. & Schult. f.), Asphodelus pyrenaicus (Jord.), Asphodelus subalpinus (Gren. & Godr.)): Die Blütenhüllblätter verbleiben lange an den reifen Kapselfrüchten. Zur Blütezeit sind die Tragblätter meist länger als die Blütenstiele. Diese Unterart ist tetraploid mit einer Chromosomenzahl von 2n = 56. Sie kommt in den Pyrenäen, den Alpen und in den Gebirgen der Balkanhalbinsel vor.[1]
- Asphodelus albus subsp. occidentalis (Jordan) Z.Díaz & Valdés (Syn.: Asphodelus occidentalis Jord.): Die Blütenhüllblätter sind hinfällig. Die Fruchtstiele sind mit 13 bis 19 (bis 22) mm sehr lang (bei den anderen Unterarten nur bis 14 mm). Nur bei dieser Unterart sind die Tragblätter zur Blütezeit kürzer als die Blütenstiele. Sie ist hexaploid mit einer Chromosomenzahl von 2n = 84. Sie kommt in Nordspanien und Westfrankreich vor.[1]

## Nutzung
Der Weiße Affodill wird selten als Zierpflanze für Rabatten, Staudenbeete und große Steingärten genutzt. Er ist seit spätestens 1596 in Kultur. Er wurde als Heilpflanze, so bereits als Volksmittel in den Mittelmeerländern, eingesetzt.

## Belege